# Křižák pruhovaný

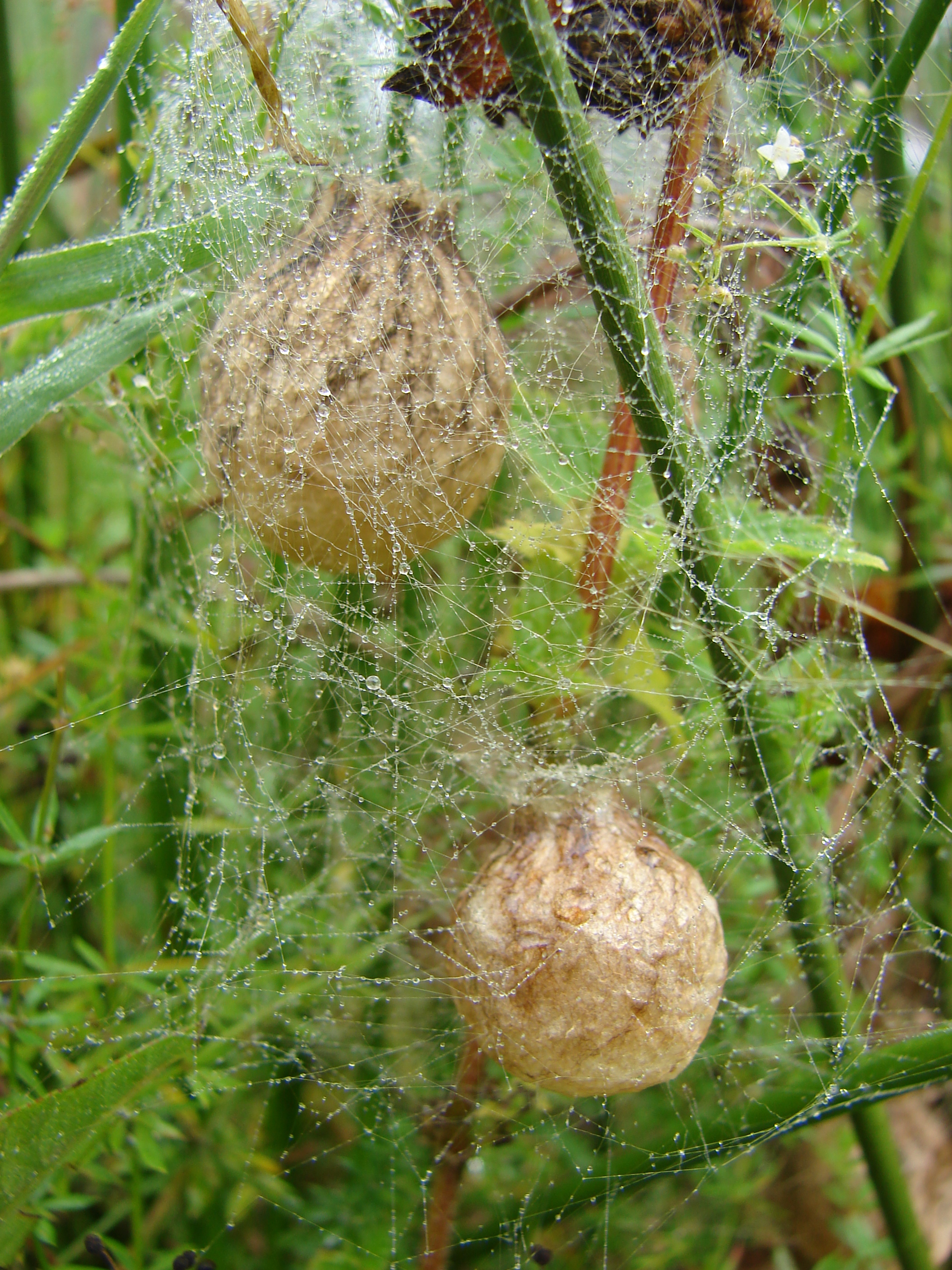
Kokon křižáka pruhovaného

Křižák pruhovaný (Argiope bruennichi) je původem subtropický pavouk z oblasti Středomoří, který však vlivem globálního oteplování zdomácněl také v České republice.

## Popis
Tento pavouk má charakteristické vybarvení kombinující žluté a černé pruhy protkané tenkým bílým lemem. Samice dorůstá ve středoevropských poměrech délky 15 mm a je žlutě a černě pruhovaná jako sršeň. samec je zřetelně menší, jen 4-6 mm. V jižní Evropě jsou jedinci obvykle větší, zatímco v severní Evropě o něco menší. V ČR byl poprvé pozorován v lednicko-valtickém areálu, od devadesátých let 20. století se vyskytují na celém území republiky. Většinou žijí ve vysoké trávě.

## Potrava
Ačkoliv staví sítě, ve kterých je charakteristické stabilimentum (lokálně zakřivený svislý pás), primárně neloví drobný létající hmyz, ale kobylky, které tvoří hlavní zdroj jeho potravy. Svou kořist usmrcuje jedem, který ji také natráví, tedy podobně jako většina jiných pavouků. 
Pro člověka však nepředstavuje žádné nebezpečí. Lidská kůže je pro jeho drobné chelicery příliš tvrdá, ale i kdyby ji přece jen „prokousl“, jed je prakticky neškodný.

## Rozmnožování
Ačkoliv je to u křižáků nezvyklé, páření probíhá bez pářícího vlákna. Samotný akt obvykle končí sežráním samce, který samici poslouží jako potrava. Po spáření samice upřede relativně velký kokon, do kterého naklade vajíčka. Pavoučice většinou upřede dva až tři kokony, z nichž každý obsahuje několik set vajíček.